# Дом Артоа
Д'Артоа (на френски: Maison d’Artois, maison capétienne d'Artois) е френска династия, клон на френската кралска династия Капетинги. Названието получила от графство Артоа, което получил през 1237 г. като апанаж родоначалникът, Робер I д'Артоа (брат на френския крал Луи IX).
В завещанието си през 1226 г. френският крал Луи VIII († 1226) дава Графство Артоа на син си Робърт I, който основава династията Франция-Артоа. Родът угасва през 1472 г.
Първият граф Робер I д'Артоа (1237 – 1250) участва в кръстоносния поход на брат си Луи IX в Египет, където загива в сражение с мюсюлманите. Негова съпруга е Матилда, дъщеря на херцога на Брабант Хайнрих II, която ражда две деца: Бланш, сключила брак с наварския крал Анри I дьо Блоа-Шампан, а след смъртта му – с английския херцог Едмънд Ланкастър и Робер II д'Артоа (1250 – 1342). Робер ІІ участва в Осмия кръстоносен поход (1270), след което се сражава на страната на чичо си Карло I д’Анжу, крал на Сицилия, срещу арагонските му противници. Загива в битка с фламандците. от трите си брака – с Алис, дъщеря на Пиер дьо Куртене-Шампинел, с агнес, дъщеря на Аршамбо IX дьо Бурбон и с Матилда, дъщеря на Йохан II, граф на Ено и Холандия, той има само две деца: Филип д’Артоа и Матилда (Мао, 1269/1270 – 1329), омъжена за бургундския граф Отон IV. Филип д’Артоа (†1297) загива твърде млад. Той се жени за Бланш, дъщеря на бретанския херцог Жан II дьо Дрьо. Тя му ражда: Маргарита, омъжена за херцог Луи д'Еврьо; Робер III д'Артоа (1287 – 1342); Изабела, станала монахиня; Жана, съпруга на Гастон I дьо Фоа; Мария, сключила брак с граф Жан I дьо Намюр.
След смъртта на брат си Филип д’Артоа, Матилда (Мао) лишава от наследство своя племенник Робер III д'Артоа (1302). Споровете за Артоа траят дълго, въпреки че френските перове присъждат графството на Матилда. За да отмъсти, Робер ІІІ преминава на страната на англичаните, врагове на Франция и се сражава в техните редици след избухването на Стогодишната война (1337 – 1453). Загива в бой със съотечествениците си и е погребан в Лондон. Негова първа съпруга е Жана, дъщеря на граф Шарл Валоа, която му донася титлата „граф дьо Бомон“. Баща е на: Катерина, омъжена за граф Жан II д'Омал; Жан д’Артоа (1321 – 1387); Шарл (†1385). Граф Шарл дьо Лонгвил-Пезена, втори син на Робер ІІІ, сключва брак с Жана, дъщеря на Юг дьо Босе, от която има само един рано починал син на име Луи.
Жан д’Артоа, първороден син на Робер III д'Артоа, поставя началото на графския род д'Йо. Той взема за съпруга Изабела, дъщеря на граф Жан дьо Мелен-Танкарвил. Има три деца: Робер IV д'Артоа (1356 – 1387); Филип д’Артоа (1358 – 1397); Жана, омъжена за граф Симон дьо Дрьо-Туар, който умира в деня на сватбата им.
Граф Робер III д'Артоа взема за съпруга Джована, дъщеря на херцог Карло Дурацо, но няма потомци. Наследява го брат му Робер III д'Артоа, който сключва брак с Мария, дъщеря на херцог Жан дьо Бери. Баща е на: Шарл д’Артоа (1394 – 1472); Бона, омъжена първо за Филип дьо Невер, втори син на бургундския херцог Филип II, а след като овдовява – за бургундски херцог Филип III Добрия; Катерина, сключила брак с Жан дьо Бурбон-Каренси.
Шарл д’Артоа наследява фамилните владения след смъртта на баща си. Взема за съпруга Жана дьо Совьоз, а след като овдовява – Елена дьо Мелюн, но няма потомство. Оставя владенията се на Филип дьо Невер, женен за сестра му Бона. По този начин графствата Артоа и Йо са включени в домена на бургундските херцози.

## Известни
- Робер I д'Артоа (1216 – 1250), граф на Артоа (1237 – 1250)
- Бланш д'Артоа (1248 – 1302), кралица на Навара
- Робер II д'Артоа Благородния (1250 – 1302), граф на Артоа
- Робер III д'Артоа (1287 – 1342), граф на Артоа
- Жан д’Артоа (1321 – 1387), граф на Йо
- Робер IV д'Артоа (1356 – 1387), граф на Йо
- Филип д’Артоа (1358 – 1397), граф на Йо
- Шарл д’Артоа (1394 – 1472), граф на Йо
- Бона д’Артоа (1396 – 1425)